# متوکسامین
متوکسامین (انگلیسی: Methoxamine) یک آگونیست گیرنده α۱-آدرنرژیک است که از نظر ساختار تا حدودی شبیه به بوتاکسامین و ۲٬۵-DMA است. این دارو دیگر به بازار عرضه نمی‌شود.